# Harso
Pour les articles homonymes, voir gwd.
Le harso est une langue afro-asiatique de la branche des langues couchitiques parlée dans la province de Gamu Gofa, dans le Sud de l'Éthiopie.

## Classification
Le harso est un des dialectes du continuum linguistique dullay classé parmi les langues couchitiques orientales. Pour Amborn et Sasse, il est particulièrement proche du dobase. Le dullay a longtemps été appelé « wérizoïde » et constitue un sous-groupe dans l'ensemble couchitique oriental.

## Phonologie
Les tableaux montrent la phonologie du harso: les consonnes et les voyelles.

### Voyelles
|         | Antérieure    | Centrale      | Postérieure   |
| ------- | ------------- | ------------- | ------------- |
| Fermée  | i [i] ii [iː] |               | u [u] uu [uː] |
| Moyenne | e [e] ee [eː] |               | o [o] oo [oː] |
| Ouverte |               | a [a] aa [aː] |               |

### Consonnes
|              |              | Bilabiales | Alvéol. | Dorsales  | Dorsales | Dorsales | Glottales | Pharyng. |
| ------------ | ------------ | ---------- | ------- | --------- | -------- | -------- | --------- | -------- |
| Palatales    | Vélaires     | Bilabiales | Alvéol. | Uvulaires |          |          | Glottales | Pharyng. |
| Occlusives   | Sourde       | p [p]      | t [t]   |           | k [k]    | q [q]    | ʔ [ʔ]     | ʕ [ʕ]    |
| Occlusives   | Sonore       |            |         |           | g [g]    |          |           |          |
| Occlusives   | Éjectives    |            | t’ [t’] |           | k’ [k’]  |          |           |          |
| Occlusives   | Implosives   |            | ɗ [ɗ]   |           |          |          |           |          |
| Fricative    | Fricative    | f [f]      | s [s]   | š [ʃ]     | x [x]    |          | h [h]     | ɦ [ɦ]    |
| Affriquée    | Sourde       |            |         | c [t͡ʃ]    |          |          |           |          |
| Affriquée    | Éjectives    |            |         | c’ [t͡ʃ’]  |          |          |           |          |
| Nasale       | Nasale       | m [m]      | n [n]   | ny [ɲ]    |          |          |           |          |
| roulée       | roulée       |            | r [r]   |           |          |          |           |          |
| liquide      | liquide      |            | l [l]   |           |          |          |           |          |
| Semi-voyelle | Semi-voyelle | w [w]      |         | y [j]     |          |          |           |          |

### Allophones
L'occlusive bilabiale [p] a plusieurs réalisations. Elle est [p] à l'initiale d'un mot, [b] après [l], [pʰ] quand elle est géminée et après une fricative. Dans les autres positions elle varie entre [b] et [β]. Exemples:
póko est réalisé [pʰóˑkoː], bouche
kílpayo est [kílbæjoː], genou
éeppo est [ʔeːpʰːoː], être muet
opopko est [ʔobobkoː] ou [ʔoβoβkoː], petit-fils
L'occlusive alvéolaire [ɗ] a comme allophones, [ʔd], [d] et [ɖ].

L'affriquée [c] varie entre [c] et [t͡ʃ].
Le harso compte aussi des phonèmes marginaux, tels que [pʾ] et [z], qui se rencontrent surtout dans les emprunts à l'amharique.

## Sources
- (de) Hermann Amborn, Günter Minker et Hans-Jürgen Sasse, Das Dullay: Materialen zu einer ostkuschitischen Sprachgruppe, Cologne, Dietrich Reimer Verlag, coll. « Kölner Beiträge zur Afrikanisitik » (no 6), 1980 (ISBN 3-496-00105-4, DOI 10.5282/ubm/epub.6419, lire en ligne)